# Flenithi
Flenithi war im Mittelalter ein sächsischer Gau. Er gehörte zur Diözese Hildesheim.
Dieser Landschaftsstreifen lag zwischen Ambergau (mit der Stadt Bockenem) mit dem Grenzfluss Lamme (Fluss) im Osten, sowie Aringo und Suilbergau (begrenzt durch die Höhenzüge Vorberge und Sackwald mit den Orten Alfeld und Gronau/Leine) im Westen. Im Norden reichte er mit dem Kirchenbezirk Detfurth bis vor Hildesheim/Marienburg und im Süden an den Rittigau (bis Altgandersheim) heran. Zugehörige Orte sind ausgehend von der Gemeinde Lamspringe im Süden (im Uhrzeigersinn), Woltershausen, Irmenseul, Adenstedt, Westfeld, Sibbesse, Almstedt, Bad Salzdetfurth, Wehrstedt, Bodenburg, Sehlem, Neuhof.
Das Gebiet fiel letztlich an Hermann I. von Winzenburg.
Im Jahr 2021 wurde diese traditionelle Bezeichnung aufgegriffen, als die Sportvereine aus Adenstedt, Almstedt, Bodenburg, Eberholzen, Irmenseul, Lamspringe, Neuhof, Sehlem, Sibbesse, Westfeld und Woltershausen ihren gemeinsamen Jugendförderverein (Fußball) in „JFV Flenithi Süd von 2014 e. V.“ umbenannten.